# Хамповиця
46°01′ пн. ш. 16°57′ сх. д. / 46.01° пн. ш. 16.95° сх. д.
Хамповиця (хорв. Hampovica) — населений пункт у Хорватії, в Копривницько-Крижевецькій жупанії у складі громади Вір'є.

## Населення
Населення за даними перепису 2011 року становило 268 осіб.
Динаміка чисельності населення поселення: